# Romance of the Three Kingdoms IV: Wall of Fire
Romance of the Three Kingdoms IV: Wall of Fire (三國志IV, Sangokushi IV) est un jeu vidéo de grande stratégie sorti en 1994 sur 32X, DOS, Dreamcast, PC-98, PlayStation, Saturn et Windows. Le jeu a été développé et édité par Koei. Il est aussi disponible sur la console virtuelle de la Wii.

## Synopsis
À l'époque de la seconde dynastie Han, la Chine est au bord de l'effondrement. Les conflits internes parmi les familles de la Cour et l'émergence de puissants seigneurs de guerre dominent le paysage. La lutte pour le pouvoir a amené une ère connue comme celle des Trois Royaumes, remplie de guerres incessantes opposant les plus courageux et talentueux héros de Chine.

## Système de jeu
En tant que seigneur durant ces temps difficiles, c'est au joueur que revient la tâche d'unifier un pays déchiré par la rébellion. Le but est d'étendre son royaume en montant une forte puissance militaire ou d'essayer d'être plus futé que ses rivaux lors de négociations. À l'aide de nouvelles armes, incluant les arbalètes automatiques et les catapultes, il est possible de livrer combat aux adversaires sur le terrain ou derrière les remparts.
La force d'un dirigeant est aussi mesurée par la puissance économique de son royaume et le bien-être de son peuple.

## Accueil
| Romance of the Three Kingdoms IV |      |       |
| Média                            | Pays | Notes |
| Computer Gaming World            | US   | 3/5   |
| GameSpot                         | US   | 56 %  |
| PC Gamer US                      | US   | 60 %  |